# متحف السليمانية
متحف السليمانية (بالكردية: مۆزه‌خانه‌ی سلێمانی) هو متحف أثري يَقع في قلب مدينة السليمانية، محافظة السليمانية، إقليم كردستان، العراق، ويعتبر ثاني أكبر متحف في العراق، بعد المتحف الوطني العراقي في بغداد من حيث المحتويات. ويَضم العديد من القطع الأثرية التي تعود إلى فترة ما قبل التاريخ والعصور الإسلامية والعثمانية المتأخرة.

## التاريخ

### الإفتتاح
أفتتح المَتحف رسمياً في 14 يوليو، 1961. في بداية تاريخ المَتحف كان يَتألف من مبنى صغير في حي الشورش أي الثورة، بعد عدة سنوات، حَصل على مَبنى جديد وكبير في قلب شارع سالم في السليمانية سنة 1980م، المبنى الحالي يَبلغ مساحته 6000 متر مربع، ومكون من طابق واحد، وتُعرض القُطع الأثرية في قاعة صغيرة واحدة لكن تَم تجديدها مؤخراً من قبل اليونسكو، في وقت الحرب العراقية الإيرانية اُغلق المَتحف تماماً للجمهور. وقد أُعيد فتحة لفترة قصيرة جداً في عام 1990م. بعد الغزو العراقي للكويت في أغسطس 1990م، اُغلق المَتحف مرة أخرى، لكن أُعيد أفتتاحه رسمياً من قبل جلال طلباني في 20 اغسطس، 2000م، وففي عام 2011 أُغلق لأعمال الصيانة من قبل اليونسكو وأُعيد أفتتاحه في عام 2015م بعد إعادة أعماره.

### بعد عام 2003
بعد الغزو الأمريكي للعراق نُهب في وقت لاحق المتحف العراقي في بغداد، وساعد متحف السليمانية لاسترداد وإعادة القطع الأثرية المسروقة من خلال ممارسة أثارت الجدل بشراء القطع الأثرية المسروقة.

### اليونسكو
منذ عام 2011م، إلى الآن المَتحف يتعاون مع منظمة اليونسكو لتطوير وترميم المتحف وتوسيع المبنى.

### الزوار
في تقرير نشرته الجزيرة عام 2015، ورد فيه أن متحف السليمانية يعاني من قلة الزوار بالرغم من أن الدخول إلية مجاني، ويرجع سبب ذلك إلى غياب ثقافة زيارة المتاحف والأماكن الأثرية، بالإضافة إلى الأزمة المالية.

## معرض الصور

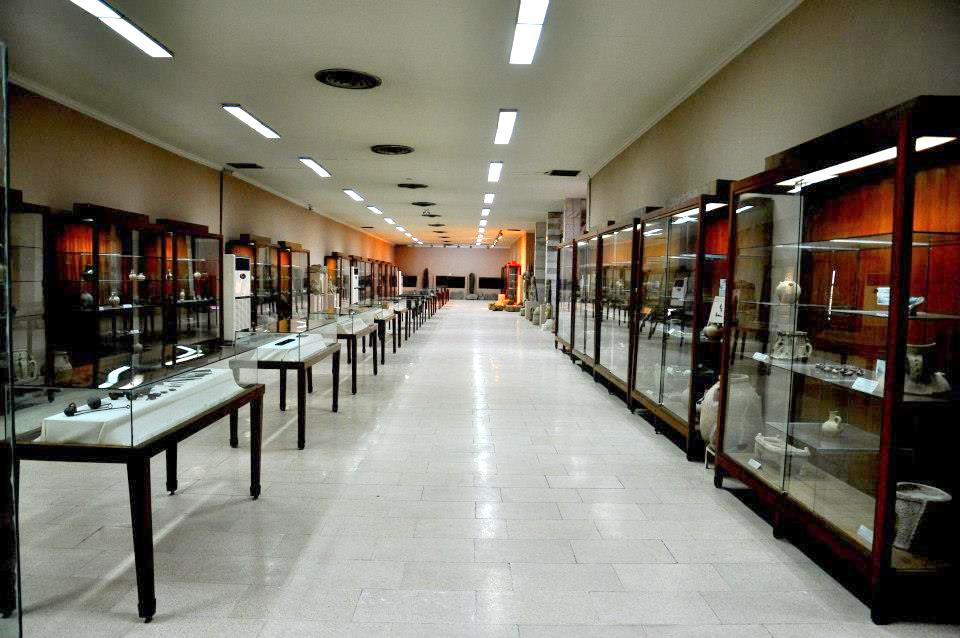
أحد قاعات مَتحف السُليمانية الكبيرة.
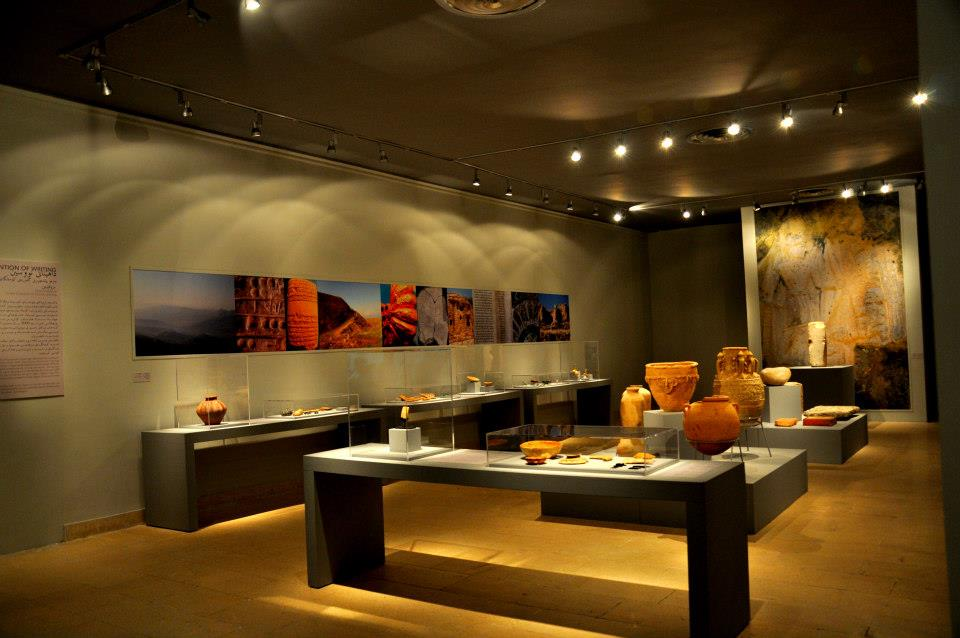
تم تَجديد هذه القاعة من قبل اليونسكو وتعتبر هذه القاعة من روائع المَتحف.
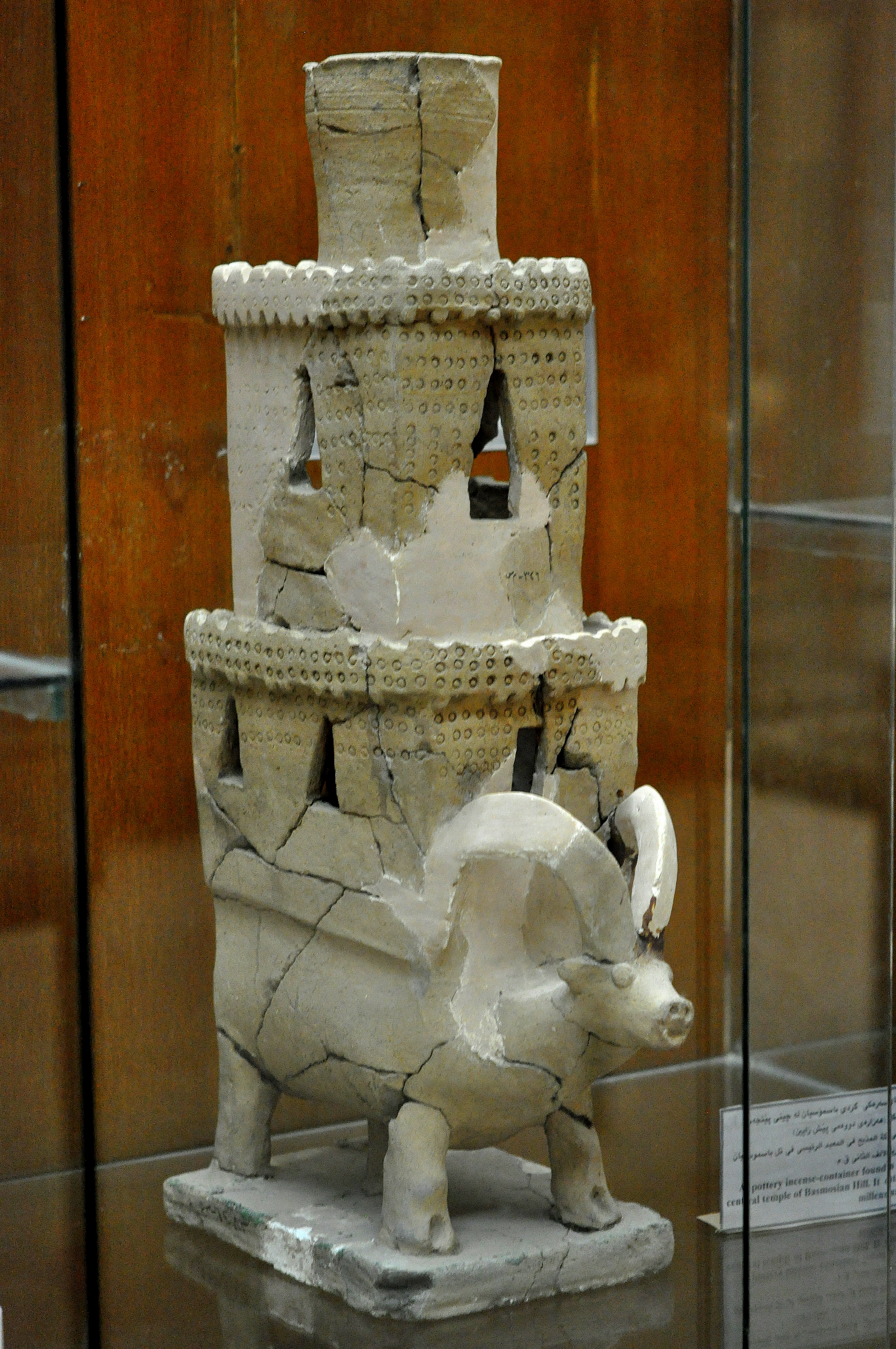
مبخرة حورانية.
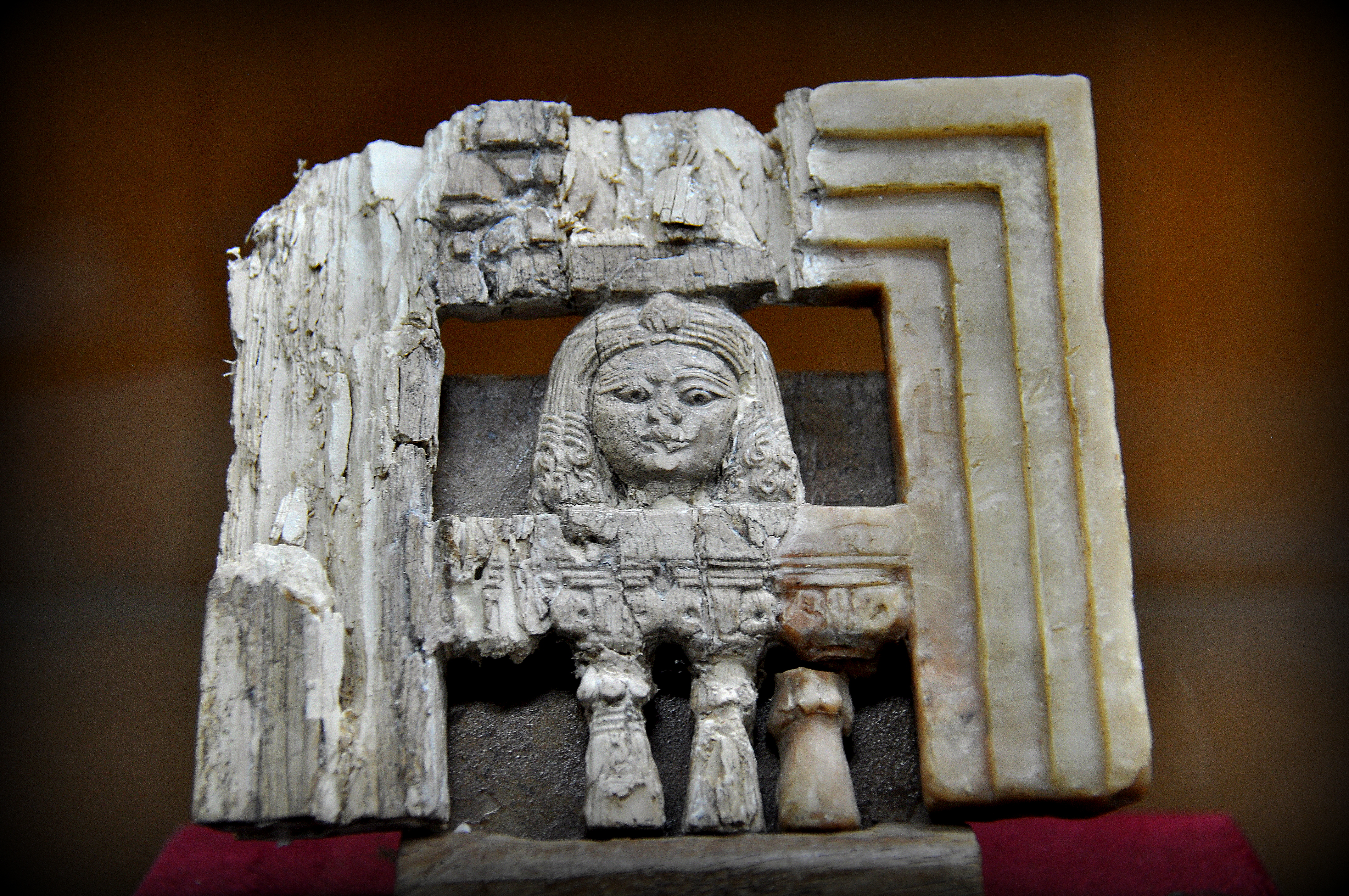
"السيدة في النافذة" من اشهر المنحوتات العاجية من نمرود.

## وصلات خارجية
تحديث متحف السليمانية مشروع تحديث متحف السليمانية، مكتب يونسكو العراق